# 500 Milhas de Indianápolis de 1963
Resultados das 500 Milhas de Indianápolis de 1963, no circuito de Indianapolis na quinta-feira, 30 de Maio de 1963.
| Pos final | Pos inicial | N.º | Nome            | Qual    | Rank | Voltas | Led | Posição   |
| --------- | ----------- | --- | --------------- | ------- | ---- | ------ | --- | --------- |
| 1         | 1           | 98  | Parnelli Jones  | 151.153 | 1    | 200    | 167 | Corrida   |
| 2         | 5           | 92  | Jim Clark       | 149.750 | 7    | 200    | 28  | Corrida   |
| 3         | 8           | 2   | A.J. Foyt       | 150.615 | 2    | 200    | 0   | Corrida   |
| 4         | 4           | 1   | Rodger Ward     | 149.800 | 6    | 200    | 0   | Corrida   |
| 5         | 3           | 4   | Don Branson     | 150.188 | 4    | 200    | 0   | Corrida   |
| 6         | 6           | 8   | Jim McElreath   | 149.744 | 8    | 200    | 0   | Corrida   |
| 7         | 12          | 93  | Dan Gurney      | 149.019 | 17   | 200    | 0   | Corrida   |
| 8         | 11          | 10  | Chuck Hulse     | 149.340 | 13   | 200    | 0   | Corrida   |
| 9         | 31          | 84  | Al Miller       | 149.613 | 9    | 200    | 0   | Corrida   |
| 10        | 17          | 22  | Dick Rathmann   | 149.130 | 14   | 200    | 0   | Corrida   |
| 11        | 30          | 29  | Dempsey Wilson  | 147.832 | 33   | 200    | 0   | Corrida   |
| 12        | 33          | 17  | Troy Ruttman    | 148.374 | 24   | 200    | 0   | Corrida   |
| 13        | 18          | 65  | Bob Christie    | 149.123 | 15   | 200    | 0   | Corrida   |
| 14        | 32          | 32  | Ebb Rose        | 148.545 | 21   | 200    | 0   | Corrida   |
| 15        | 14          | 14  | Roger McCluskey | 148.680 | 20   | 198    | 4   | Spun T3   |
| 16        | 7           | 5   | Bobby Marshman  | 149.458 | 11   | 196    | 0   |           |
| 17        | 10          | 9   | Eddie Sachs     | 149.570 | 10   | 181    | 0   | Choque T3 |
| 18        | 9           | 99  | Paul Goldsmith  | 150.163 | 5    | 149    | 0   |           |
| 31        | 23          | 75  | Art Malone      | 148.343 | 25   | 18     | 0   |           |
| 32        | 27          | 23  | Johnny Boyd     | 148.038 | 29   | 12     | 0   | Oleo      |
| 33        | 16          | 6   | Bobby Unser     | 149.421 | 12   | 2      | 0   | Choque T1 |